# Le Pantalon
Pour plus de détails, voir Fiche technique et Distribution.
Le Pantalon est un téléfilm français réalisé par Yves Boisset et diffusé en 1997 d'après le livre d'Alain Scoff.

## Résumé
Depuis octobre 1914, la Première Guerre mondiale s'enlise dans la guerre de position sur le front de l'Ouest. Fantassin au 60e régiment d'infanterie, Lucien Bersot, maréchal-ferrant et jeune père de famille, fait son devoir de citoyen au front. Il attend impatiemment sa prochaine permission pour revoir sa famille. Mais le destin, sous la forme d'un pantalon, en décide autrement. En effet, au moment de s'équiper avant de monter au front, on lui attribue un pantalon de treillis blanc, au lieu du pantalon garance qui fait partie de l'uniforme de l'armée française : il n'y en avait plus à sa taille. Lors de la revue de la troupe, un officier exige qu'on lui octroie un pantalon réglementaire, or celui que le sergent fourrier propose à Bersot est taché de sang, déchiré, car il a été récupéré sur un cadavre : Bersot refuse de le porter. Ce refus lui vaut d'être emprisonné jusqu'à son passage prévu en cour martiale. Deux camarades de Bersot protestent contre cette injustice et en informent le lieutenant à l'origine de sa mise en accusation. L'entrevue tourne au malentendu et les deux soldats sont enfermés eux aussi. Le colonel Auroux, sur la foi de rumeurs selon lesquelles des soldats auraient refusé de monter à l'assaut, veut faire un exemple. 
Le procès des trois hommes qui s'ensuit est une parodie de justice car le colonel, qui préside la cour, abuse de son pouvoir pour réfuter l'argumentation des soldats ainsi que celle de leur défenseur. La cour condamne les compagnons d'armes de Bersot aux travaux forcés et ce dernier à la peine capitale. Le défenseur de Bersot, le lieutenant Guérin, l'ayant vu combattre, tente de le sauver en allant demander sa grâce au général de corps d'armée. Malheureusement, l'artillerie ennemie pilonne le chemin par où revient Guérin, qui est tué. Le soldat Bersot est fusillé le lendemain à l'aube pour l'exemple devant les nouvelles recrues et le reste de ses camarades. 

## Fiche technique
- Titre original : Le Pantalon
- Réalisateur : Yves Boisset
- Scénariste : Yves Boisset adapté d'après le roman éponyme de Alain Scoff
- Producteur : Jean-Pierre Guérin
- Musique du film : Jean-Claude et Angélique Nachon
- Ingénieur du son : Jean-Pierre Fénié
- Société de production : France 2
- Pays d'origine : France
- Genre : film de guerre
- Durée : 1 h 30
- Date de sortie : 8 décembre 1997 sur France 2

## Distribution
- Wadeck Stanczak : Lucien Bersot
- Philippe Volter : le lieutenant Guérin
- Bernard-Pierre Donnadieu : le colonel Auroux
- Jean-Paul Comart : le lieutenant André
- Marie Verdi : Marie-Louise
- Riton Liebman : Moline
- Marc Berman : le commandant Poupinel
- Jacques Chailleux : Langouin
- Xavier Percy : le caporal Jusot
- Thierry Waseige : l'adjudant-chef Thomas
- Julien Bukowski : l'adjudant Prévot
- Alain Stevens : Cottet-Dumoulin
- Jean-Paul Clerbois : Martin
- Michel Poncelet : Journiac
- Sarah Beck : Aurélie
- Bouli Lanners : le sergent-fourrier (sous le nom de « Bouli »)
- Olivier Leborgne : Roland Roussel
- Serge Kribus : le sergent de Velna
- André Debaar : le général
- Jean-Henri Compère : le capitaine
- Bernard Marbaix : le colonel à l'état-major
- Daniel Charlier : le sergent-chef
- Georges Siatidis : le chauffeur (sous le nom de « Christophe Siatidis »)
- Christian Hecq et Christophe Sermet : les gardes de cellule
- Olivier Callebaut : le sous-lieutenant à Compiègne
- John Dobrynine : l'aumônier du régiment
- Yvette Merlin : la tante de Marie-Louise
- Michel Franssen : le commandant à l'état-major
- Christian Courtois : Millerand
- Élie Lison : Joffre
- Pierre Gerranio : Penelon
- Alain Scoff : le présentateur
- Philippe Constant : le brigadier au barrage
- Patrick Waleffe : le chanteur comique-troupier
- Viviane Collet et Françoise Pavie : les lavandières
- François Dyrek : le père Bersot
- Fred Lammerant : le téléphoniste
- Michel Guillou : le brigadier de Saint-Sevrin
- Philippe Cochin : le gendarme de Saint-Sevrin
- Jean-Marc Gonthier : l'adjudant à la gare
- Jean-Paul Landresse : le sergent fourrier à la caserne
- Jacob Ahrend : l'adjudant dans la tranchée

## Lieux du tournage
Le film a été tourné en Belgique, aux châteaux de La Hulpe, de Rixensart, de Grand-Bigard, et dans les anciens abattoirs de Mons.

## Autour du film
- Le film est basé sur l'histoire réelle de Lucien Bersot. Ce dernier a été réhabilité par la Cour de cassation le 13 juillet 1922, et son nom a été ajouté au monument aux morts de son village natal d'Authoison.

## Festivals
- Ramdam Festival - édition 2015 : le film a figuré en sélection officielle dans la catégorie « Rétrospective » ; il a reçu le prix du film le plus dérangeant de cette catégorie, prix remis par les organisateurs du festival à la suite de l'annulation de celui-ci pour cause de menaces terroristes.